# Джули Ньюмар
Джули Ньюмар (англ. Julie Newmar; род. 16 августа 1933, Лос-Анджелес, Калифорния) — американская актриса, танцовщица, певица, предпринимательница и писательница.

## Ранние годы
Джулия Чейлин Ньюмейер родилась 16 августа 1933 года в Лос-Анджелесе и была старшей из трёх детей в семье. Её мать, Хелен Джесмер, была танцовщицей в шоу «Безумства Зигфелда», а её отец Дональд Ньюмейер — учителем и инвестором в недвижимость.

## Карьера
В начале своей карьеры Ньюмар исполняла роли «танцовщицы-убийцы» в шоу «Рабы Вавилона» (1953), а также «позолоченной девушки» в «Змее Нила» (1953). Как танцовщица она появилась и в нескольких фильмах, среди которых «Театральный фургон» (1953) и «Деметрий и гладиаторы» (1954) и даже некоторое время участвовала в труппе балета Оперного театра Лос-Анджелеса. Затем Джули взяли в кинокомпанию Universal Studios, где она стала хореографом и танцовщицей.
Её первая крупная роль была в фильме «Семь невест для семерых братьев» (1954), в котором она сыграла одну из невест. В 1956 году в бродвейском мюзикле «Крошка Абнер» Джули исполнила роль Стапифайн Джонс, а в 1959 году ей досталась эта же роль в одноимённом кинофильме.
В 1958 году Джули появилась в бродвейской пьесе «Брак ходит кругами», где главную роль исполняла Клодетт Кольбер. Спустя год эта роль принесла ей премию «Тони» в номинации «Лучшая начинающая актриса в пьесе». Позже Джули участвовала в национальном турне мюзикла «Остановите мир — я хочу выйти», а также ей досталась роль Лолы в «Проклятых янки!».
Популярность актрисе принесла её работа на телевидении, в частности роль Женщины-кошки в телесериале «Бэтмен», которую она играла с 1966 по 1967 год. Джули также появилась в таких сериалах как «Сумеречная зона», «Защитники», «Деревенщина из Беверли-Хиллз», «Величайшее шоу на Земле» и «Звёздный путь: Оригинальный сериал».
В 1969 году сыграла роль Хеш-Ке в фильме Джея Ли Томпсона «Золото Маккенны».
В 1970-е и в 1980-е годы Джули занималась реализацией своей собственной марки колготок. После окончания Калифорнийского университета в Лос-Анджелесе в начале 1980-х годов она начала собственное дело по инвестированию в недвижимость.
В 1980-х и 1990-х годах Джули снялась в нескольких низкобюджетных фильмах, помимо этого в 1992 году она появилась в клипе Джорджа Майкла Too Funky, а также в роли самой себя в фильме «Вонгу Фу, с благодарностью за всё! Джули Ньюмар» (1995) и в одном из эпизодов телесериала «Мелроуз-Плейс» (1996).

## Личная жизнь
В начале 1950-х годов у Джули был роман с новеллистом Луи Л’Амуром. В 1977 году она вышла замуж за юриста Джей Холта Смита, с которым развелась спустя семь лет. У них был один ребёнок, Джон Джевл Смит, который родился с синдромом Дауна и к тому же был глухим.
2 ноября 2004 году Ньюмар был предъявлен иск от её соседа Джеймса Белуши на сумму в четыре миллиона долларов. Белуши утверждал, что она постоянно его беспокоит, включая громко музыку, браня его соседей и даже разрушая его имущество. Джули, напротив, утверждала, что стала жертвой невоспитанного и высокомерного Белуши. Тем не менее в январе 2006 года конфликт был мирно урегулирован, и актриса даже появилась в эпизоде ситкома Белуши «Как сказал Джим».

## Избранная фильмография

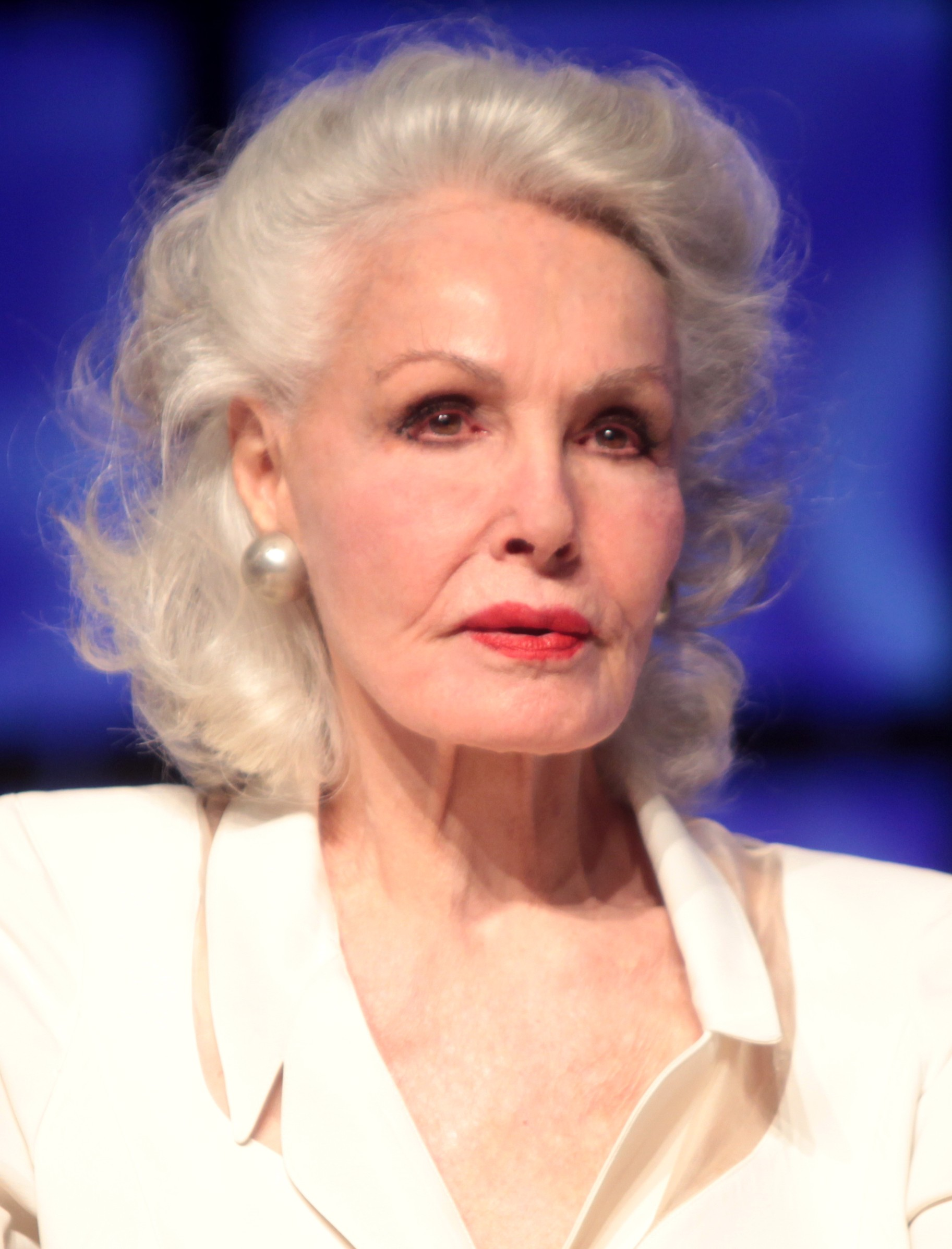
Ньюмар в 2014 году

| Год       |   | Русское название                                | Оригинальное название                            | Роль                       |
| --------- | - | ----------------------------------------------- | ------------------------------------------------ | -------------------------- |
| 1953      | ф | Театральный фургон                              | The Band Wagon                                   | модель в салоне / хористка |
| 1954      | ф | Деметрий и гладиаторы                           | Demetrius And The Gladiators                     | танцовщица                 |
| 1954      | ф | Семь невест для семерых братьев                 | Seven Brides for Seven Brothers                  | Доркас Гейлен              |
| 1959      | ф | Крошка Абнер                                    | Li’l Abner                                       | Стапифайн Джонс            |
| 1966—1967 | с | Бэтмен                                          | Batman                                           | Женщина-кошка              |
| 1967      | с | Звёздный путь: Оригинальный сериал              | Star Trek: The Original Series                   | Элин                       |
| 1969      | ф | Золото Маккенны                                 | Mackenna’s Gold                                  | Хеш-Ке                     |
| 1973      | с | Коломбо                                         | Columbo                                          | Лиза Чемберс               |
| 1985      | ф | Древнейшая профессия                            | Streetwalkin’                                    | королева Би                |
| 1988      | ф | Глубокий космос                                 | Deep Space                                       | леди Элейн                 |
| 1989      | ф | Призраки этого не делают                        | Ghosts Can’t Do It                               | Энджел                     |
| 1994      | ф | Обливион                                        | Oblivion                                         | мисс Китти                 |
| 1995      | ф | Вонгу Фу, с благодарностью за всё! Джули Ньюмар | To Wong Foo, Thanks for Everything! Julie Newmar | в роли самой себя          |
| 1996      | ф | Обливион 2: Отпор                               | Oblivion 2: Backlash                             | мисс Китти                 |
| 1999      | ф | Плохие гены                                     | If… Dog… Rabbit                                  | мама Джуди                 |
| 2006      | с | Как сказал Джим                                 | According to Jim                                 | Джули                      |